# 斯坦福德 (愛達荷州)
斯丹福德（英語：Stanford）是位於美國愛達荷州拉塔縣的一個非建制地區。

## 地理
斯丹福德的座標為46°49′58″N 116°38′41″W / 46.83278°N 116.64472°W，而該地的平均海拔高度為845米（即2772英尺）。